# Kangasala
Kangasala este un orășel în Finlanda, lângă Tampere. A fost fondat în 1865.